# Турейка (приток Березинки)
Турейка — река в Московской области России, правый приток Березинки.
Длина — 12 км.
Протекает в юго-восточном направлении по территории городского округа Серебряные Пруды.
Берёт начало у границы с Тульской областью в обширной дубраве между станциями Узуново и Мордвес Павелецкого направления Московской железной дороги. Впадает в Березинку выше села Узуново.
Питание в основном происходит за счёт талых снеговых вод. Замерзает обычно в середине ноября, вскрывается в середине апреля:7—8.
На реке расположено село Глубокое.